# Bambu Apus (Pamulang)
Bambu Apus is een bestuurslaag in het regentschap Tangerang Selatan van de provincie Banten, Indonesië. Bambu Apus telt 24.103 inwoners (volkstelling 2010).